# Calymmaria suprema
Calymmaria suprema är en spindelart som beskrevs av Chamberlin och Ivie 1937. Calymmaria suprema ingår i släktet Calymmaria och familjen panflöjtsspindlar. Inga underarter finns listade.